# جيريمي بيك
جيريمي بيك (بالإنجليزية: Jeremy Beck)‏ هو ملحن أمريكي، ولد في 1960.

## وصلات خارجية
- الموقع الرسمي
- جيريمي بيك على موقع ميوزك برينز (الإنجليزية)
- جيريمي بيك على موقع ديسكوغز (الإنجليزية)